# Heavy Metal 2000
Heavy Metal 2000 es la secuela de la película de animación Heavy Metal, de 1981, estrenada el 17 de octubre del año 2000. Ambas están basadas en la revista de cómics épico-fantásticos del mismo nombre. El argumento de está basado en la novela gráfica El crisol de culturas, escrita por Kevin Eastman, Simon Bisley y Eric Talbot. La película fue producida por CinéGroupe, estudio con sede en la ciudad canadiense de Montreal. 

## Argumento
En la antigüedad, una raza maligna llamada Arakacians descubrió un lugar donde el espacio-tiempo goteaba un tipo de fluido. Este fluido otorgaba la inmortalidad a cualquiera que lo consumiera. Los arakacianos construyeron una cámara hermética con una fuente en el lugar y a su alrededor un imperio desde donde esclavizaron el universo por siglos. Finalmente fueron vencidos después que la cámara de la fuente fue sellada por los luchadores por la libertad. Como llave de la cámara se usó un cristal con el poder de conducir al portador de regreso a la fuente, pero también volvería loco a cualquiera que lo poseyera; tras la guerra la llave fue arrojada al espacio y se perdió entre las estrellas.
En la actualidad un minero llamado Tyler (Michael Ironside) se encuentra junto a sus colegas excavando en un asteroide; allí encuentra enterrado el cristal y al tocarlo es poseído por un hambre insaciable de poder e inmortalidad; tras esto, asesina a su compañero de trabajo y muchos de los mineros, excepto al Dr. Schechter y los pilotos Lambert y Germain con quienes se embarca en una nave espacial. En paralelo, en el mundo distante donde yace la fuente un anciano erudito llamado Odin (Billy Idol) atestigua como una extraño poder reacciona a la activación de la llave despertando a Zeek, un pequeño hombre de roca que es el guardián del agua de la inmortalidad.
La búsqueda del planeta con la fuente conduce a Tyler a Edén, un planeta con clasificación FAKK² (Federation-Assigned Ketogenic Killzone to the second level; Zona de muerte cetogénica del segundo nivel asignada por la federación), cuyos habitantes tienen cierta cantidad de «agua de inmortalidad» en su organismo en estado latente ya que son descendientes lejanos de los humanos que derrotaron a los arakacianos. También secuestra a una hermosa joven llamada Kerrie (Sonja Ball) para fines sexuales. Cuando Germain rechaza estos actos, Tyler lo abandona en Edén. 
Julie (Julie Strain), hermana de Kerrie, sobrevive al ataque y jura matar a Tyler antes que llegue a la fuente. Ella es ayudada a regañadientes por Germaine. Su búsqueda los lleva a una estación espacial renegada donde los agresores se han detenido. El Dr. Schechter, por orden de Tyler, ha sacrificado a los cautivos para destilar el agua de la vida remanente en sus cuerpos, obteniendo varios viales de un elixir que le otorga temporalmente inmortalidad. Mientras Tyler visita un club de estriptis en la estación intenta violar a una camarera, pero Julie interviene e intenta matarlo. Sin embargo, Tyler de inmediato utiliza el elixir para regenerar sus lesiones, incluso las mortales. En ese punto, hace explotar el club utilizando las granadas de Julie.
Tras escapar de la explosión, Julie persigue la nave de Tyler por el hiperespacio y ambos acaban estrellándose en Oroboris, un planeta desértico y el lugar de origen de los arakacianos y la fuente. Allí Julie conoce a Odin y Zeek iniciando juntos un viaje contra reloj para llegar a la ciudadela de la fuente. En otro lugar del planeta Tyler descubre una raza de seres reptilianos, que conquista al derrotar a su campeón y luego asesinar a su líder. 
Julie entra en la ciudad disfrazada, fingiendo ser una mujer que los reptiles ofrecen a Tyler para su propio placer. Esa noche, ella lo seduce, pero cuando trata de matarlo, Zeek la captura y la lleva de regreso a Odin. Julie se infiltra en la nave de Tyler donde descubre que Kerrie todavía está viva. Ella ataca al Dr. Schechter, libera a Kerrie y escapa mientras el complejo explota. Como resultado, Tyler promete que en venganza hará a Julie inmortal para violarla por toda la eternidad. Con solo tres dosis de suero y sin más gente de quien extraerlo, ordena a sus tropas asaltar la ciudadela de la fuente.
Mientras tanto, en la ciudad sagrada donde se encuentra la fuente, Julie pasa por el mismo ritual que pasó Taarna en la primera película. Junto con su hermana y Germaine, los tres defienden la ciudad del ejército de Tyler, a pesar de no poder asistir a las fuerzas de choque después que el líder de la ciudad es asesinado. Tyler, quien a causa del combate ha acabado su dotación de elixir, logra llegar a la cámara, colocar la llave en su pedestal y abrir la puerta, pero antes de poder hacerse con el agua Julie lo enfrenta una última vez en combate singular. Tyler parece cobrar ventaja hasta que Odin interviene dando tiempo a Julie de darle el golpe final.
Odin se revela como el último arakaciano, burlándose de Julie y de Tyler, por haberlo ayudado a llegar hasta allí. Cuando parece que toda esperanza está perdida, Zeek toma el destino en sus propias manos y tira de la llave de cristal desde su pedestal, atrapando a Odin en el interior de la fuente y enviándose a sí mismo hacia las profundidades del espacio.
La película se cierra con Julie siendo ayudada por Germaine y Kerrie, mientras que Zeek, que ahora flota eternamente a la deriva en el espacio, en un monólogo final confirma que con él la piedra está a salvo de las fuerzas del mal que puedan buscarla nuevamente.

## Elenco
- Michael Ironside como Tyler.
- Julie Strain como Julie.
- Billy Idol como Odin.
- Pier Paquette como Germain St-Germain.
- Sonja Ball como Kerrie.
- Brady Moffatt como Lambert.
- Rick Jones como Zeek.
- Arthur Holden como Doctor Schechter.
- Alan Fawcett como Jefferson.
- Jane Woods como Sysop.
- Elizabeth Robertson como Robot sexual.
- Luis de Céspedes como Cyrus.
- Terrence Scammell como Chartog.
- Vlasta Vrana como Vendedor callejero.

## Recepción
Heavy Metal 2000 posee una calificación del 10% en el sitio web de Rotten Tomatoes basado en diez críticos.
Felix Vasquez Jr. de Cinema Crazed describe el film como "Un buen placer culpable.", mientras que Alex Sandell de Juicy Cerebellum señala "Nunca captura la frenética energía del primer film" y James O'Ehley de Sci-Fi Movie Page expresa que "Tanto la trama como la animación son de la calidad que uno espera de una caricatura del sábado por la mañana. Solo los fragmentos crudos de violencia sexual y gráfica lo diferencian de los programas regulares de la televisión."
En la página eFilmCritic.com Scott Weinberg señala que es "Vistosidad del tipo sin sentido y ruidosa." mientras Rob Gonsalves dice que es "...un viaje sin alegría a través de viejos clichés, con unos veinte galones más de sangre que el original..." y Brian Mckay critica que "Intenta arrastrar una historia muy simplista durante demasiado tiempo, le hubiera ido mejor como sección de una antología"

## Videojuego
La película tuvo una secuela, un juego de vídeo titulado Heavy Metal F.A.K.K.2., en el que el jugador asume el papel de Julie mientras lucha por salvar el Edén de una entidad maligna llamada Gith. El juego se desarrolla algún tiempo después de la película, y tiene cameos de varios personajes, como Kerrie, el piloto Germaine (ahora casado con Kerrie) o Tyler resucitado.

## Secuela
Después del estreno de Heavy Metal 2000, una tercera película ha estado en diversas etapas de desarrollo desde entonces. Durante el año 2008 y en 2009, circulaban rumores sobre David Fincher y James Cameron como productor ejecutivo, y que cada uno dirigiría uno de los ocho o nueve segmentos de la nueva película. Eastman también dirigiría un segmento, así como el animador Tim Miller, Zack Snyder, Gore Verbinski y Guillermo del Toro. Sin embargo, Paramount Pictures decidió dejar de financiar la película antes de agosto de 2009 y ningún distribuidor o producción de la empresa ha mostrado interés en la segunda secuela desde entonces.
En 2011, el cineasta Robert Rodríguez anunció en el Comic-Con que había comprado los derechos cinematográficos de Heavy Metal y planificado para desarrollar una nueva película de animación en los nuevos Quick Draw Studios. Sin embargo, el 11 de marzo de 2014, con la formación de su propia red de televisión, El Rey Network, Rodríguez consideró cambiar de marcha y llevarlo a la televisión.

## Banda sonora
El álbum cuenta con música de bandas como Coal Chamber, Apartment 26, Billy Idol, Monster Magnet, Pantera, System of a Down, Queens of the Stone Age, Puya y otros prominentes nombres del hard rock, del metal alternativo y del metal industrial. 

### Lista de canciones
1. «F.A.K.K. U» (1:44)
2. «Silver Future», Monster Magnet (4:29)
3. «Missing Time», MDFMK (4:35)
4. «Immortally Insane», Pantera (5:11)
5. «Inside the Pervert Mound», Zilch (4:07)
6. «Dirt Ball», Insane Clown Posse y Twiztid (5:33)
7. «Storaged», System of a Down (1:17)
8. «Rough Day», Days of the New (3:18)
9. «Psychosexy», Sinisstar (4:02)
10. «Infinity», Queens of the Stone Age (4:40)
11. «Alcoholocaust», Machine Head (3:38)
12. «Green Iron Fist», Full Devil Jacket (3:51)
13. «Hit Back», Hate Dept. (3:52)
14. «Tirale» , Puya (5:34)
15. «Dystopia» , Apartment 26 (2:56)
16. «Buried Alive», Billy Idol (5:10)
17. «Wishes», Coal Chamber (3:06)
18. «The Dog's a Vapour», Bauhaus (6:44)